# Foquinha
Fernanda Rocha Catania (São Paulo, 27 de outubro de 1987), mais conhecida como Foquinha, é uma jornalista de entretenimento, repórter, youtuber e apresentadora brasileira.

## Biografia
Seu apelido Foquinha foi dado por seus amigos na infância, devido ao fato de ter olhos grandes e escuros, utilizando o apelido até os dias de hoje.
Formada em jornalismo desde 2009 pela Pontifícia Universidade Católica de São Paulo (PUC-SP), Fernanda trabalhou como repórter da Rolling Stone Brasil durante 9 meses em 2010 e no mesmo ano entrou como estagiária na Capricho, onde posteriormente se tornou editora de entretenimento e permaneceu por 5 anos na empresa.
Em janeiro de 2015, ela saiu do seu emprego na Capricho e abriu um canal no YouTube, onde trabalha como apresentadora até hoje. Ela afirma em entrevista que, no começo, não foi fácil a transição de veículos de mídia, já que ela largou um cargo legal e bom salário para investir em seu canal no YouTube. Entretanto, Foquinha afirma que quando começou a ser ela mesma, tudo mudou.
Segundo ela, o canal foi criado para ter uma oportunidade na televisão, mas logo em seguida percebeu que poderia ter seu próprio veículo de comunicação, mas também afirma que pretende manter projetos tanto no seu canal, como na web e na TV, onde atualmente trabalha como repórter do Multishow.
Foquinha é casada com o roteirista André Brandt, e eles trabalham juntos em um podcast chamado Donos da Razão.

## Carreira

### 2010–15:Rolling Stone BrasileCapricho
Durante seu tempo trabalhando na Rolling Stone Brasil, ela trabalhou tanto no site como na revista e entrevistou artistas nacionais e internacionais da cultura pop, também cobrindo vários grandes eventos. Além disso, escreveu resenhas de filmes, séries, discos e shows.
Na Capricho, onde permaneceu por 5 anos, trabalhou como estagiária, editora, repórter e apresentadora da TV Capricho. Na revista, Fernanda tinha uma coluna sua, chamada Role com a Fê, onde contava sobre seus encontros com celebridades do mundo inteiro. Também trabalhou cuidando das capas da Capricho, assim como trabalhava no entretenimento do site.
em um video gravado em conjunto com a atriz Julia Faria, Foquinha falou sobre algumas entrevistas que fez dentre esse periodo, sendo essas: Avril Lavigne, Daniel Radcliffe, Demi Lovato, Nick Jonas, Joe Jonas, Ansel Elgort, Neil Patrick Harris, Shawn Mendes, Zac Efron, Ed Sheeran, Dua Lipa e Niall Horan (ex-membro da boy band One Direction).
vale destacar outras entrevistas de Foquinha também realizadas entre nesse periodo como: Emma Watson, Selena Gomez, Britney Spears, Miley Cyrus, Taylor Swift, Robert Downey Jr., Mark Ruffalo, Chris Evans, Caio Castro, Sabrina Sato, Ivete Sangalo, Fiuk e Luan Santana. 

### 2015–presente: YouTube, Multishow e Netflix
Em 2015, ela parou de trabalhar com sites e revistas para criar seu canal no YouTube, cujo nome é Foquinha. Hoje, com mais de 1,8 milhão de inscritos e cerca de 168 milhões de visualizações no total, ela é uma youtuber consolidada na plataforma. Ela traz quadros com notícias sobre o mundo do entretenimento e também faz quadros e entrevistas com amigos e famosos, além de vlogs sobre sua vida pessoal.
Alguns nomes que Foquinha levou para seus quadros em seu canal e também realizou entrevistas foram: Little Mix, Now United, Anitta, Conan Gray, Jenna Ortega, Margot Robbie, Miranda Cosgrove, Nicola Coughlan, Millie Bobby Brown, Christian Chávez, Dylan O'Brien e varios outros.
Além do YouTube, ela também trabalha como repórter do canal Multishow, onde ela faz coberturas em grandes eventos, como o Rock in Rio.
Foquinha também foi chamada pela Netflix para apresentar o Festival Tudum, que ocorreu em janeiro de 2020. Ela fez a apresentação juntamente com Federico Devito.
Em setembro, Foquinha, ganhou um quadro fixo no canal da Netflix no YouTube, onde fala sobre a relação entre empresas e influenciadores no desenvolvimento de conteúdo.
Foquinha foi chamada novamente pela Netflix, para apresentar o 2° Festival Tudum. Dessa vez, a apresentadora apresentou juntamente com a Maisa Silva.

## Filmografia

### Televisão
| Ano           | Título            | Papel           | Notas                         |
| ------------- | ----------------- | --------------- | ----------------------------- |
| 2015          | Meus Prêmios Nick | Repórter        |                               |
| 2019          | TVZ               | Apresentadora   |                               |
| 2019          | Villa Mix         | Apresentadora   |                               |
| 2022          | Sintonia          | Fê              | Episódio: "Saidinha de Banco" |
| 2023          | Compro Likes      | Foquinha (Foca) | [ 10 ]                        |
| 2023-presente | Foca no Relê      | Apresentadora   | [ 11 ]                        |

### Cinema
| Ano  | Título                           | Papel          | Notas |
| ---- | -------------------------------- | -------------- | ----- |
| 2018 | D. P. A. 2 - O Mistério Italiano | Bruxa Foquinha |       |
| 2022 | Abestalhados 2                   | A Influencer   |       |